# 哈维尔·洛佩兹
哈维尔·阿方索·洛佩兹（西班牙語：Javier Alfonso López，1977年7月11日—出生于波多黎各圣胡安），曾為美国职棒大联盟舊金山巨人的中继投手。他是一位左手低肩侧投的投手。2007年作为红袜队的一员，夺得了世界大赛冠军。
2017年2月宣布退役。

## 早期棒球生涯
洛佩兹和他的妻子都毕业于弗吉尼亚州费尔法克斯的罗宾逊高中。
之后洛佩兹进入弗吉尼亚大学读书，并且是学校棒球队的成员。在大学期间，他的成绩为12胜9败，防御率6.30。打击方面表现不错，打击率3成19，并有15支全垒打和71分打点。
1998年亚利桑那响尾蛇在选秀大会第四轮挑中了洛佩兹。并在6月6日和球队签约。
2002年洛佩兹在小联盟2A级别的球队打球。在61场比赛中，他有53场没有自责分，被打击率仅为2成04。这年他的成绩为2胜2败，防御率2.72。
2002年12月16日，波士顿红袜队利用规则五选秀把洛佩兹从响尾蛇队选到球队中。2003年3月18日红袜队又将他送到了科罗拉多落矶队。

## 大联盟生涯

### 2003年-2004年：科罗拉多落矶
2003年的揭幕战，作为科罗拉多落矶球员的洛佩兹第一次在大联盟上场。洛佩兹在他的新秀年中表现出色，一共出场了72次，在所有新秀中排名第三。这一赛季他拿到了4胜1败的成绩，防御率为3.70，并有一次救援成功。洛佩兹有一段时间还曾连续解决18位打者，差一点就追平了Darren Holmes在1996年连续解决21人次的队史纪录。
2004年的开季对于洛佩兹来说非常糟糕，他64次上场，防御率却高达7.52。在季中他被下放回了小联盟，但8月份又回到了大联盟阵中，直到赛季结束。

### 2005年：亚利桑那响尾蛇
洛佩兹在2005年的赛季中期被交易到了亚利桑那响尾蛇，这一季他的表现仍然很糟糕，11.02的防御率是大联盟中最高的。

### 2006年至今：波士顿红袜
2006年洛佩兹以自由球员的身份和芝加哥白袜签约，但都呆在了小联盟。他在3A的夏洛特骑士队表现十分出色，防御率只有0.55，并有12次救援成功。6月15日洛佩兹被交易到波士顿红袜队，在大联盟出场27次，防御率2.70。
2007年对于洛佩兹来说是一个不错的赛季。61次为红袜队出场，防御率3.10，并和球队一起拿到了2007年的世界大赛冠军。2008年1月18日，洛佩兹接受了红袜队开出的一年84万美元的合同，避免了薪资仲裁。
2008年洛佩兹成了红袜队中除冈岛秀树外较为重要的中继左投。本季他上场70次，防御率2.43。在美联分区赛第三场对洛杉矶天使的第12局中，洛佩兹失一分，吞下败投。这也是红袜在美联分区赛输的唯一一场球。

### 2009年－至今
2009年12月18日，洛佩兹和匹茲堡海盜簽下1年的合約。
2010年7月31日，洛佩兹被交易到舊金山巨人，在巨人總計出賽27場的比賽，拿下2勝0敗和1.42防禦率的成績。總計在海盜和巨人的成績為4勝2敗、2.34防禦率。  